# Cathorops
Cathorops es un género de peces actinopterigios pertenecientes a la familia Ariidae. El género fue descrito científicamente por primera vez en 1882 por los ictiólogos estadounidenses David Starr Jordan y Charles Henry Gilbert.

## Especies
- Cathorops agassizii Eigenmann & Eigenmann, 1888)
- Cathorops aguadulce Meek, 1904
- Cathorops arenatus Valenciennes, 1840
- Cathorops belizensis Marceniuk & Betancur-R., 2008
- Cathorops dasycephalus Günther, 1864
- Cathorops festae (Boulenger, 1898)[4]
- Cathorops fuerthii Steindachner, 1877
- Cathorops goeldii Aguilera et al., 2013
- Cathorops higuchii Marceniuk & Betancur-R., 2008
- Cathorops hypophthalmus Steindachner, 1877
- Cathorops kailolae Marceniuk & Betancur-R., 2008
- Cathorops laticeps Günther, 1864
- Cathorops liropus Bristol, 1897
- Cathorops manglarensis Marceniuk, 2007
- Cathorops mapale Betancur-R. & Acero P, 2005
- Cathorops melanopus Günther, 1864
- Cathorops multiradiatus Günther, 1864
- Cathorops nuchalis Günther, 1864
- Cathorops puncticulatus Valenciennes, 1840
- Cathorops raredonae Marceniuk, Betancur-R. & Acero P., 2009
- Cathorops spixii Agassiz, 1829
- Cathorops steindachneri Gilbert & Starks, 1904
- Cathorops taylori Hildebrand, 1925
- Cathorops tuyra Meek & Hildebrand, 1923
- Cathorops variolosus Valenciennes, 1840
- Cathorops wayuu Betancur-R., Acero P. & Marceniuk, 2012